# El llibre d'Urizen
The Book of Urizen (El llibre d'Urizen) és un dels anomenats "llibres profètics" de William Blake. Il·lustrat amb les seues pròpies planxes de gravats al burí, es publicà primerament com The First Book of Urizen (El primer llibre d'Urizen) al 1794, i aquest títol es modificà en les edicions posteriors.
Considerat en molts aspectes, en format com en contingut, una versió heterodoxa del Gènesi, en aquest poema, Blake explora els temes fonamentals de l'epistemologia i l'ontologia, i Urizen és la personificació de la saviesa convencional i la llei.

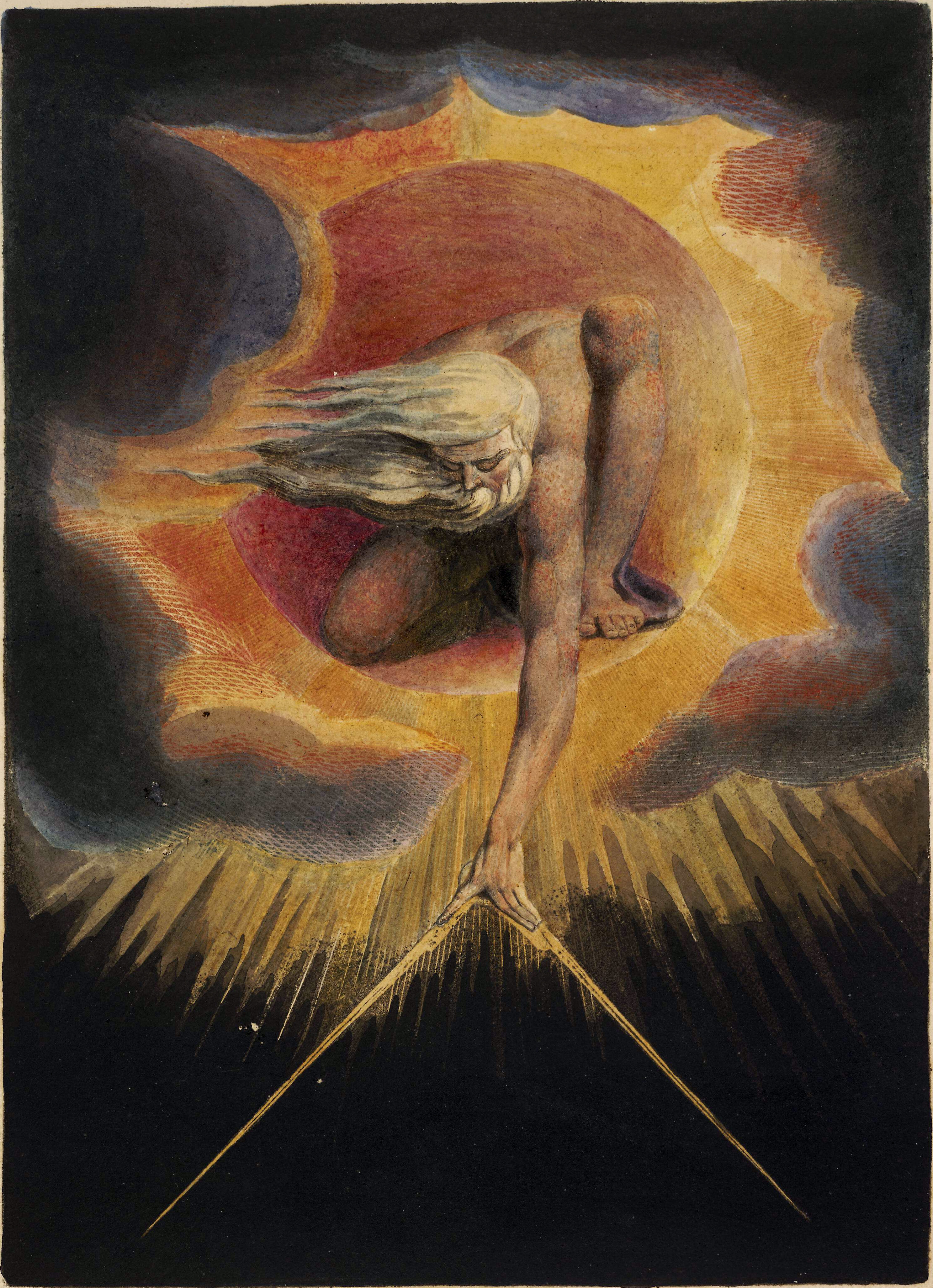
Urizen en L'ancià dels dies (The Ancient of Days), un gravat de Blake, de 23 x 17 cm, acolorit a l'aquarel·la, publicat com a frontispici del seu llibre il·lustrat de 1794, Europa, una profecia.